# Iso-Kiimanen
Iso-Kiimanen är en sjö i Finland. Den ligger i kommunen Sotkamo i landskapet Kajanaland, i den centrala delen av landet, 500 km norr om huvudstaden Helsingfors. Iso-Kiimanen ligger 137,9 meter över havet. Den är 36 meter djup. Arean är 30,79 kvadratkilometer och strandlinjen är 101,22 kilometer lång. Sjön  ingår i Uleälvens huvudavrinningsområde. 